# Otto Ender
Otto Ender fue un político socialcristiano austriaco, presidente de la provincia de Vorarlberg y del Gobierno federal en 1930-1931, durante la Primera República austriaca. Fue el redactor principal de la Constitución austriaca de 1934.

## Periodo democrático

### Gobernador de Vorarlberg
Durante las discusiones sobre la estructura estatal que debía adoptar la nueva república austriaca surgida del desmembramiento del Imperio austrohúngaro, Ender fue uno de los federalistas más radicales: en su opinión, la república debía ser una especie de confederación de las provincias, que gozarían casi de independencia. Era gobernador de la provincia de Vorarlberg. Se le consideraba uno de los principales y escasos dirigentes socialcristianos verdaderamente partidarios de la democracia.
En mayo de 1922, se le ofreció el puesto de canciller federal, que rechazó.
A pesar de ser el dirigente local de la Heimwehr en Vorarlberg, se negó a aceptar el «juramento de Korneuburg», proclama de carácter fascista contraria al sistema parlamentario, al marxismo y al liberalismo capitalista, presentada el 18 de mayo de 1930 por parte de la dirección de la formación. Para Ender, el juramento infringía la Constitución.

### Canciller federal
El 4 de diciembre de 1930, se convirtió en presidente del Gobierno, sustituyendo en el cargo a su correligionario Carl Vaugoin, que había resultado derrotado en las elecciones del 9 de noviembre a manos de la oposición socialista. A diferencia del Gobierno de Vaugoin, el de Ender se basó en el apoyo parlamentario de los socialcristianos y del «Schoberblock», que incluía a la Landbund y a los pangermanos. Esta alianza había obtenido un 12 % de los votos y diecinueve escaños en las votaciones de noviembre. Johann Schober, como representante del bloque, ocupó los cargos de vicecanciller y ministro de Asuntos Exteriores, mientras que a Franz Winkler, dirigente de la Landbund, se lo nombró ministro del Interior. El anterior canciller, Vaugoin, se mantuvo en el Consejo de Ministros, como encargado de la cartera de Defensa. Schober se negó a ingresar en el Gobierno si lo hacía también la Heimwehr, lo que impidió que esta permaneciese en el Consejo de Ministros. Considerado una persona que facilitaría la cooperación de los partidos políticos en el Parlamento, Ender era el canciller de la conciliación y el gobierno constitucional. En la oposición quedaron tanto los socialistas —vencedores en los comicios pero sin mayoría absoluta— y la Heimwehr, que negó a respaldar a Ender como sí había hecho con Vaugoin.
El gran debilitamiento de la Heimwehr y la disposición del canciller a gobernar constitucionalmente permitieron un cierto acercamiento con la oposición socialista. El intento del Gobierno de resolver la crisis económica mediante la unión aduanera con Alemania, empero, enemistó a este con las potencias vencedoras de la Primera Guerra Mundial; el estallido de la honda crisis financiera en la primavera de 1931 llevó a la ruptura de la alianza de partidos y a la renuncia del gabinete. Ender había tratado de evitar la quiebra del mayor banco austriaco, que controlaba el 60 % de las inversiones industriales y comerciales del país, pero, ante la imposibilidad de evitar la fuga de fondos con ayudas estatales, había tenido que solicitar el auxilio de la Sociedad de Naciones. Los prestamistas británicos exigieron una garantía estatal de las inversiones, pasadas y futuras, para otorgar nuevos créditos, que el Gobierno concedió; Winkler, contrario a la medida, dimitió, desbaratando la alianza que sostenía a Ender. Así, este tuvo que dimitir el 16 de junio de 1931. Este acontecimiento supuso un importante hito en la evolución de la política austriaca hacia el autoritarismo. Al comienzo se pensaba que el nuevo gabinete estaría presidido de nuevo por Ender, puesto que este se mostró dispuesto a encabezarlo, pero la oposición socialista rechazó su exigencia de obtener poderes extraordinarios para afrontar la crisis, que en la práctica le hubiesen permitido gobernar dictatorialmente. Los socialistas respetaban a Ender y no creían que fuese a abusar de los poderes que solicitaba, pero temían el precedente que hubiese sentado la concesión, que podía haber aprovechado otra figura menos democrática más adelante; además, dada la celeridad con la que las Cortes estaban aprobando las medidas que se creían necesarias para atajar la crisis financiera, lo consideraban un paso innecesario. Ender desistió de presidir el nuevo Gobierno y regresó a Vorarlberg. Tras un intento infructuoso de Seipel de formar Gobierno, finalmente lo logró el gobernador de la Baja Austria, Karl Buresch, también socialcristiano.

## Periodo dictatorial
El 29 de junio de 1933, recibió el encargo del canciller Engelbert Dollfuss de supervisar la redacción de una nueva Constitución; ante las dudas de Ender, Dollfuss le aseguró que la nueva ley sería democrática. Tres semanas más tarde (el 18 de junio), Ender se instaló en la sede del Gobierno en la Ballhausplatz como ministro de Reforma Constitucional para dirigir la labor, que no estuvo lista hasta febrero de 1934. Las desavenencias en el seno del Consejo de Ministros y las distintas influencias ideológicas hicieron que se redactasen más de trece borradores antes de que se presentase el definitivo ante el gabinete.
Fue, junto con Carl Vaugoin y Leopold Kunschak, uno de los principales críticos de la eliminación de los partidos políticos que precedió a la promulgación de la nueva Constitución austriaca de 1934. Se lo consideraba una figura democrática que hubiese redactado una Constitución democrática si no lo hubiesen impedido las presiones políticas de la época.